# Erika Adensamer
Erika Adensamer (* 13. Mai 1957 in Baden als Erika Mayer) ist eine österreichische Hauptschullehrerin und Politikerin (ÖVP). Adensamer war von 2003 bis 2013 Abgeordnete zum Landtag von Niederösterreich.

## Leben
Adensamer wurde als erstes Kind einer Weinhauerfamilie geboren. Sie besuchte das Gymnasium Frauengasse in Baden und absolvierte die Matura. Nach der Ausbildung zur Hauptschullehrerin für Deutsch und Bildnerische Erziehung an der pädagogischen Akademie in Baden, die sie 1997 abschloss, unterrichtete sie bis 2003 an der Hauptschule Teesdorf. Zudem verbrachte sie mehrjährige Auslandsaufenthalte in Spanien und Frankreich. 
Im Jahr 1998 wurde Adensamer zur Stadtleiterin der ÖVP-Frauen gewählt und stieg im April 2002 zur Bezirksleiterin auf. Zudem ist sie Mitglied im Landesvorstand der ÖVP-Frauen Niederösterreich. Innerparteilich hatte sie von 1999 bis 2007 zudem die Funktion der Stadtparteiobmann-Stellvertreterin inne. Adensamer wurde im Mai 2000 zur Stadträtin für Gesundheit, Soziales, Familie und Senioren gewählt und übernahm am 26. Juni 2007 bis zu ihrem Rücktritt 2010 das Amt der Bürgermeisterin von Baden als Nachfolgerin von August Breininger. Ihr Nachfolger als Bürgermeister in Baden war Kurt Staska. Seit dem 24. März 2003 vertrat sie zudem die ÖVP im Landtag. Adensamer trat bei der Landtagswahl in Niederösterreich 2013 nicht mehr an und schied per 24. April 2013 aus dem Landtag aus. Sie kehrte daraufhin in ihren Beruf als Hauptschullehrerin für Deutsch und Bildnerische Erziehung an die Hauptschule Teesdorf zurück.
Adensamer engagiert sich ehrenamtlich als Obfrau der Hospizbewegung Baden und ist zudem Vorstandsmitglied im Weltmenschverein und im Niederösterreichischen Familienbund. Sie ist mit einem Unternehmensberater verheiratet und Mutter zweier Töchter und eines Sohnes.
2013 wurde Erika Adensamer in den Ritterorden vom Heiligen Grab zu Jerusalem aufgenommen und am 21. September 2013 durch den Kardinalgroßmeister Edwin Frederick O’Brien in der Basilika Mondsee investiert. Er gehört der Komturei Baden-Wiener Neustadt an.

## Auszeichnungen
- 2014: Großes Silbernes Ehrenzeichen für Verdienste um die Republik Österreich[2]